# سونیک دریم تیم
سونیک دریم تیم (به انگلیسی: Sonic Dream Team) یک بازی پرشی توسعه‌یافته توسط هاردلایت می‌باشد که در سال ۲۰۲۳ توسط سگا در دسترس قرار گرفت. این بازی در ۵ دسامبر سال ۲۰۲۳ از سوی اپل آرکید بر روی آی‌اواس، مک‌اواس و تی‌وی‌اواس منتشر گردید.